# Wolf Appel
Wolf Appel (* 1. Mai 1942 in Senftenberg, Niederlausitz; † 22. Dezember 1999 in Bern) war ein deutscher Opernsänger (Tenor).

## Leben
Appel war Sohn des Berliner Opernsängers und Regisseurs Willy Appel (* 1904). Er studierte am Städtischen Konservatorium Berlin und in Frankfurt am Main. 
Sein erstes Engagement erhielt er 1960 als Bariton am Elbe-Elster-Theater in Wittenberg. Nach weiteren Studien in Frankfurt war er von 1962 bis 1964 als Chorsänger am Stadttheater Mainz engagiert. Nachdem er einen Fachwechsel zum Tenor gemacht hatte, war er von 1964 bis 1966 am Opernhaus Essen engagiert, wo er als David in Wagners Meistersingern von Nürnberg debütierte.
Appel spezialisierte sich auf das Fach des Tenor-Buffos und sang Partien wie Mime (Der Ring des Nibelungen), David in den Meistersingern, Monostatos in der Zauberflöte, Laca in Jenůfa von Janáček und Jaquino in Fidelio.
Von 1966 bis 1973 gehörte er dem Ensemble der Deutschen Oper am Rhein in Düsseldorf an, von 1974 bis 1984 war er Mitglied im Ensemble der Deutschen Oper Berlin, anschließend war er an den Stadttheatern von St. Gallen und Bern tätig. Gastspiele führten Appel nach Stuttgart, Hamburg, an die Mailänder Scala, nach San Francisco und nach Stockholm. Bei den Bayreuther Festspielen wirkte er von 1973 bis 1976 als Ulrich Eisslinger in den Meistersingern sowie 1976 und 1977 im sogenannten Jahrhundertring als Mime im Rheingold mit. Weitere Gastspiele führten ihn 1985 als Mime an das Teatro Liceo Barcelona und 1988 an das Opernhaus von Zürich.
Appel ist in Bern auf dem Bremgartenfriedhof begraben.

## Tondokumente (LP/Auswahl)
- Appel singt Brecht, Weber, Weill, Eisler, Tucholsky. Mit Rainer Pook (Klavier). Mixtur Schallplatten MXT 2006 (1977)
- Begegnungen: Musik der 20er Jahre. Gruppe Neue Musik Berlin. Berliner Festwochen A-4122/3 (1977)
- Arnold Schönberg: Gurre-Lieder. Partie des Klaus-Narr. Dresdner Philharmonie, Herbert Kegel (Dirigent). ETERNA 7 29 111-112 (1989)